# Deutsche Bracke
Die Deutsche Bracke ist eine von der FCI anerkannte deutsche Hunderasse (FCI-Gruppe 6, Sektion 1.3, Standard Nr. 299).

## Herkunft und Geschichtliches
Vom 1896 in Olpe gegründeten Deutschen Bracken Club wurden die damals noch existierenden nordwestdeutschen Brackenrassen zusammengefasst. Seit 1900 heißt der Einheitstyp offiziell „Deutsche Bracke“. Umgangssprachlich sind nach dem ehemaligen Hauptverbreitungsgebiet noch die Bezeichnungen „Olper Bracke“, „Sauerländer Bracke“ oder „Westfälische Bracke“ geläufig.

## Beschreibung
Die Deutsche Bracke ist ein leichterer, eleganter, hochläufiger und kräftiger Hund mit stolzer Kopfhaltung. Die Widerristhöhe beträgt bis 53 cm. Für einen kurzhaarigen Hund ist das Haar lang, sehr dicht, hart, fast stockig in rot bis gelb mit schwarzem Sattel oder Mantel und den weißen Brackenabzeichen: durchgehende Blesse, weißer Fang mit Halsring, weiße Brust, weiße Rutenspitze. Seine Ohren sind lang (etwa 14 cm) und breit (etwa 9 cm); gut anliegend, unten abgerundet.

## Verwendung
Nachdem die Brackenjagd auf Fuchs und Hase aufgrund gesetzlicher Reglementierungen (BJagdG § 19) kaum noch durchgeführt wird, ist das Haupteinsatzgebiet der Deutschen Bracke als Jagdhund heute die Stöberarbeit auf Schalenwild.